# Karwan Faraj
Karwan Faraj är svenskkurd, född 4 november 1982 i Kirkuk, är en svensk prisbelönad ungdomscoach och journalist. 
Han kom till Sverige och Göteborg 1996, hans familj bosatte sig i Gårdsten som är en del av Angered. Flytten till det nya landet gick inte så som familjen önskade. Karwan hoppade av gymnasiet och intresserade sig för våld och hamnade i ett utanförskap. När han var 21 år gammal bröt han sig loss från utanförskapet och började om på nytt. Han arbetar idag med ungdomar och har fått pris utdelad av Rotary för årets ungdomscoach 2006 där kungen var prisutdelare. Han är samtidigt engagerad i olika projekt vid sidan av ungdomsarbetet. Han ses som en förebild för många ungdomar ute i förorten och vunnit Angereds Priset. 2019 vann Karwan Faraj Stora Journalistpriset som årets berättare för sin dokumentärserie ”Terrorsyskonen och IS” för P3-dokumentär.
Faraj jobbar som föreläsare och journalist och har gjort flera uppmärksammade dokumentärserier för Sveriges Radio P1 och P3 samt TV4. 
Han har själv i yngre dagar deltagit i dokumentärer som Under en blå gul himmel, Islams barn i folkhemmet, Älskade hatade förort, novellfilmen Ryppar och Kommissarie Winter där han skådespelat. Han har varit med och skapat humorprogrammet Radio Hjällbo som sänts i Sveriges Radio P3. Han var rappare och var med i gruppen Wordsilah som förutom han själv består av Haval Alnazar. Tillsammans med författaren och dokumentärfilmaren Renzo Aneröd har han också givit ut romanen Vildsvinet, som är baserad på hans egna erfarenheter under uppväxten.
Karwan Faraj stod som producent och manusförfattare till musikvideon "Tro, hopp och utanförskap", handlingen utspelar sig i Göteborgs stadshus och illustrerar en gisslansituation, där politiker bakbinds, förses med munkavle och tvingas att se på Den korrupta staden. Musikvideon anklagades för våldsuppmaning och ett hot mot demokratin, enligt kommunalrådet Dario Espiga (S) i Göteborg samt media.
2019 vann han Stora journalistpriset (Årets berättare) för sin dokumentär om Terrorsyskonen och IS.

## Radiodokumentärer
- Skotten i Göteborg, 2014 (P1 Dokumentär)
- Hennes resa till IS, 2016 (P1 Dokumentär)
- Männen bakom våldet, 2019 (P1 Dokumentär)
- Terrorsyskonen och IS, 2019 (P3 Dokumentär)
- Det kriminella systemet, 2020 (P1 Dokumentär)
- Ung Gangster, 2021 (P1 Dokumentär)
- Gängskjutningen på Vår krog och bar, 2021 (P3 Dokumentär)
- Skotten på Näsetbadet och gängkrigets start, 2021 (P3 Dokumentär)

## Filmografi
- Under en blå gul himmel, 2004
- Ryppar[6], 2005
- Islams barn i folkhemmet, 2006[7]
- Älskade, hatade förort (tv-serie), 2009
- Gängkrigens tid, 2021